# Lopburi
« Lavo » redirige ici. Pour l’article homophone, voir Lavaud.
Pour les articles homonymes, voir Lopburi (homonymie).
Lopburi (en thaï ลพบุรี) est une ville de la région Centre de la Thaïlande, capitale de la province de Lopburi. Elle est située sur le cours de la Lopburi, un des bras de la Chao Phraya.
Lopburi est connue internationalement comme la cité des singes : en effet, les macaques crabiers, appelés aussi macaques à longue queue, pullulent et parfois s'affrontent en impressionnantes bandes de dizaines voire centaines d'individus,. Malgré des campagnes de stérilisation régulières (en 2021, par exemple, les autorités ont stérilisé 500 singes), on compte plus de 10 000 de ces primates en liberté dans la ville.

## Histoire
« Un fragment de stèle inscrite trouvé à Lopburi au Siam… nomme le pays de Lvo. Il est bien probable que ce pays de Lvo n'est autre que Lopburi même, dont le nom siamois ancien est Lavo… Il y a donc parfait accord entre les textes chinois qui mettent au Siam un pays de Lo-hou sur la basse Menam et plus haut un pays de Sien, et les données de l'épigraphie qui nous indiquent à Lopburi un pays de Lvo. »

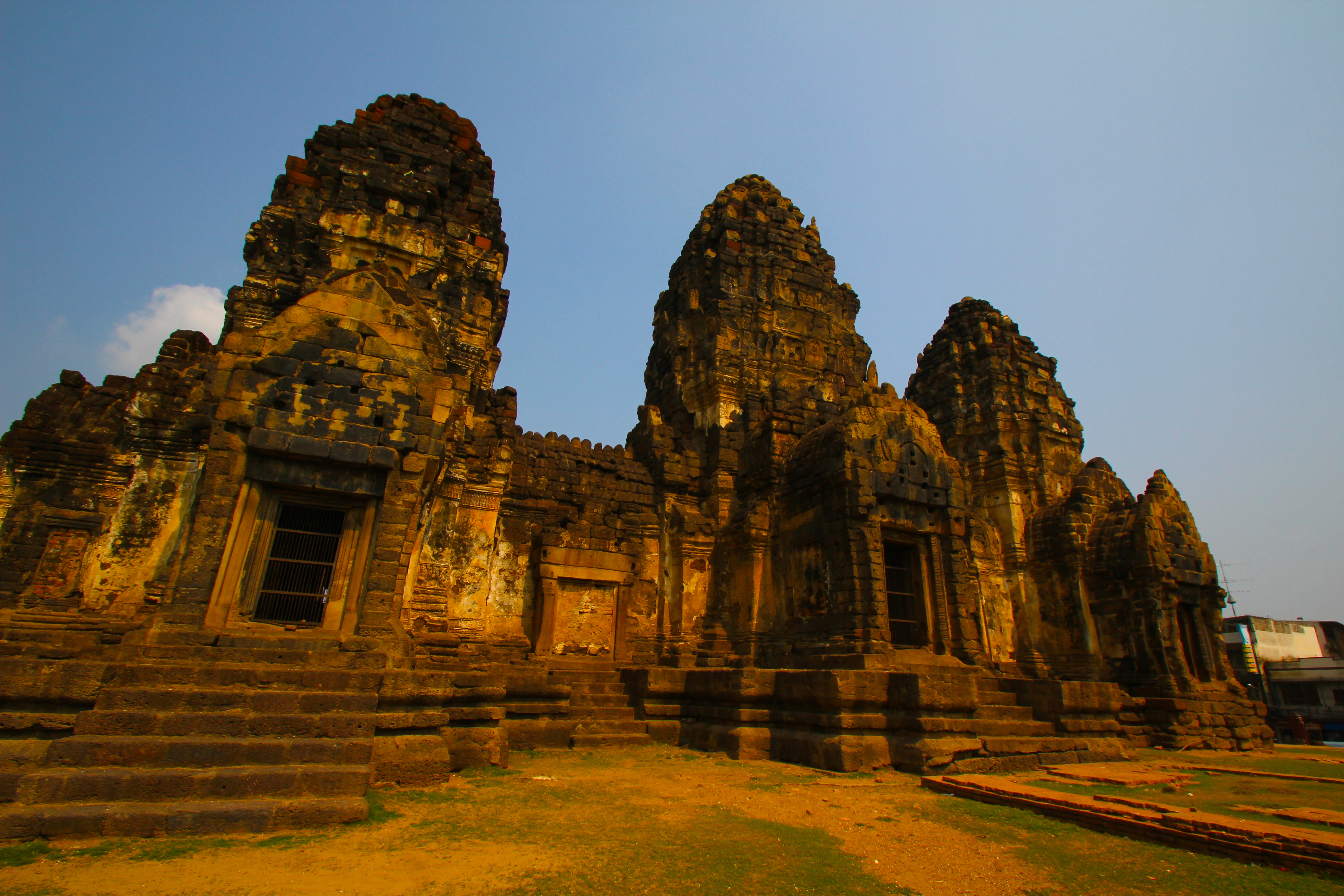
Temple aux singes (temple de Phra Prang Sam Yod), Lopburi

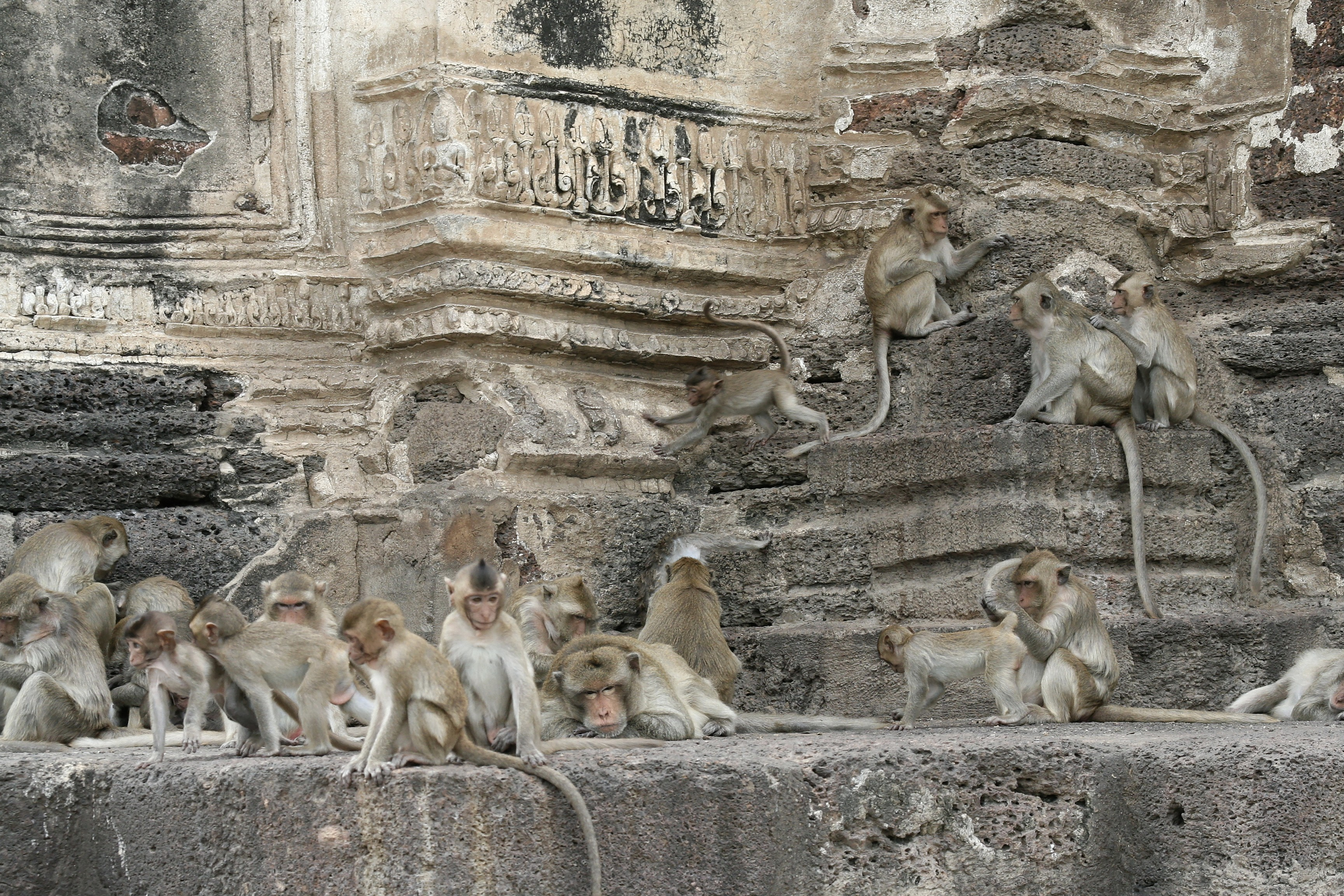
Bande de macaques à longue queue au temple des singes

C'était un des centres de la culture de Dvaravati (VIe – XIe siècle). Elle passa ensuite sous domination khmère, à l'époque du royaume de Lavo, puis fut la seconde capitale du Royaume d'Ayutthaya sous Narai le Grand (Ramathibodi III, règne de 1657 à 1688). Il y fit construire un grand ensemble palatial, le Phra Narai Ratchaniwet, qui est aujourd'hui un musée.

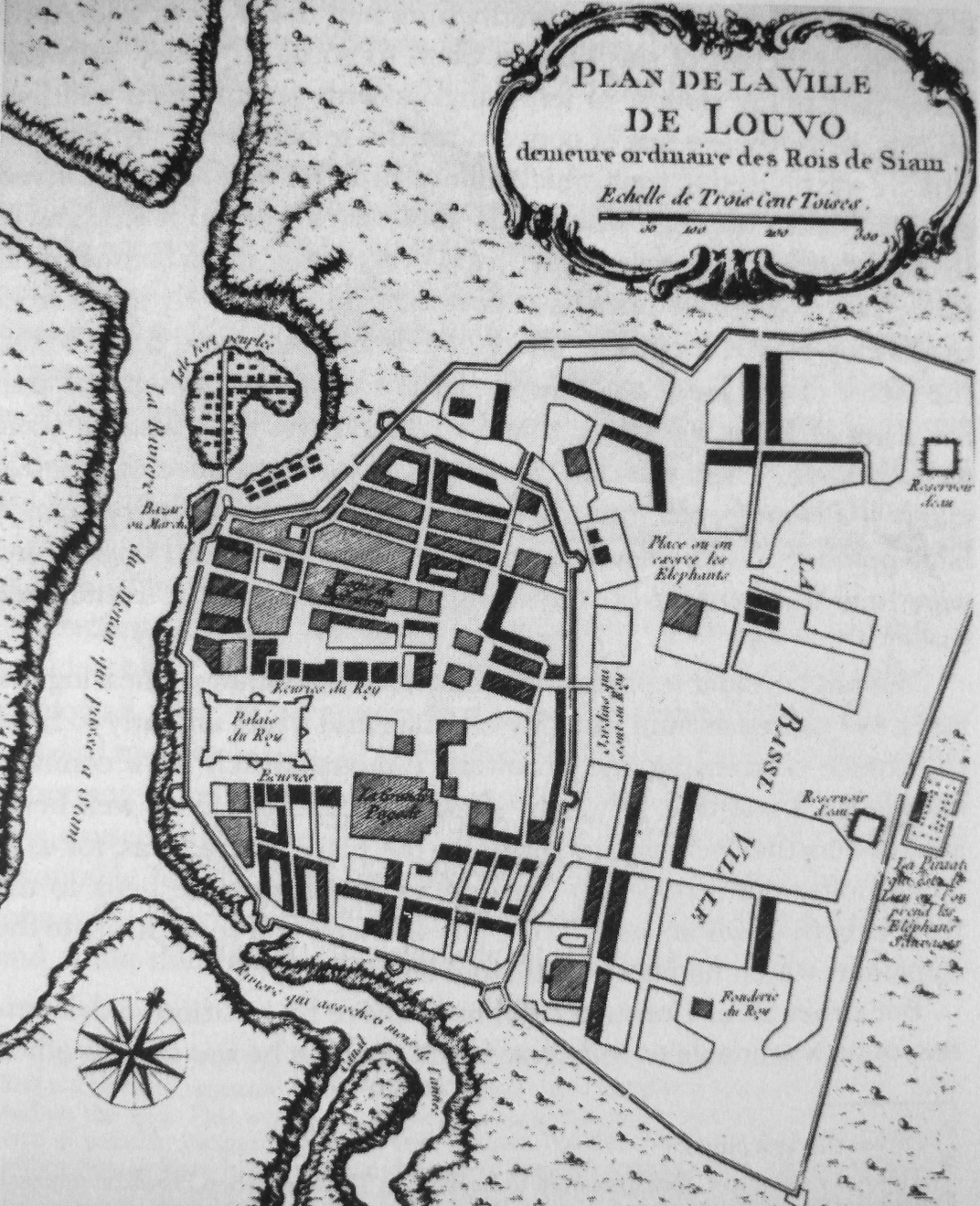
Plan de Lopburi (Louvo) à la fin du 17ème siècle avec le Palais du roi (Phra Narai Ratchaniwet) et la grande pagode (Wat Phra Sri Ratana Mahathat) dans la ville haute, la ville basse et les fortifications

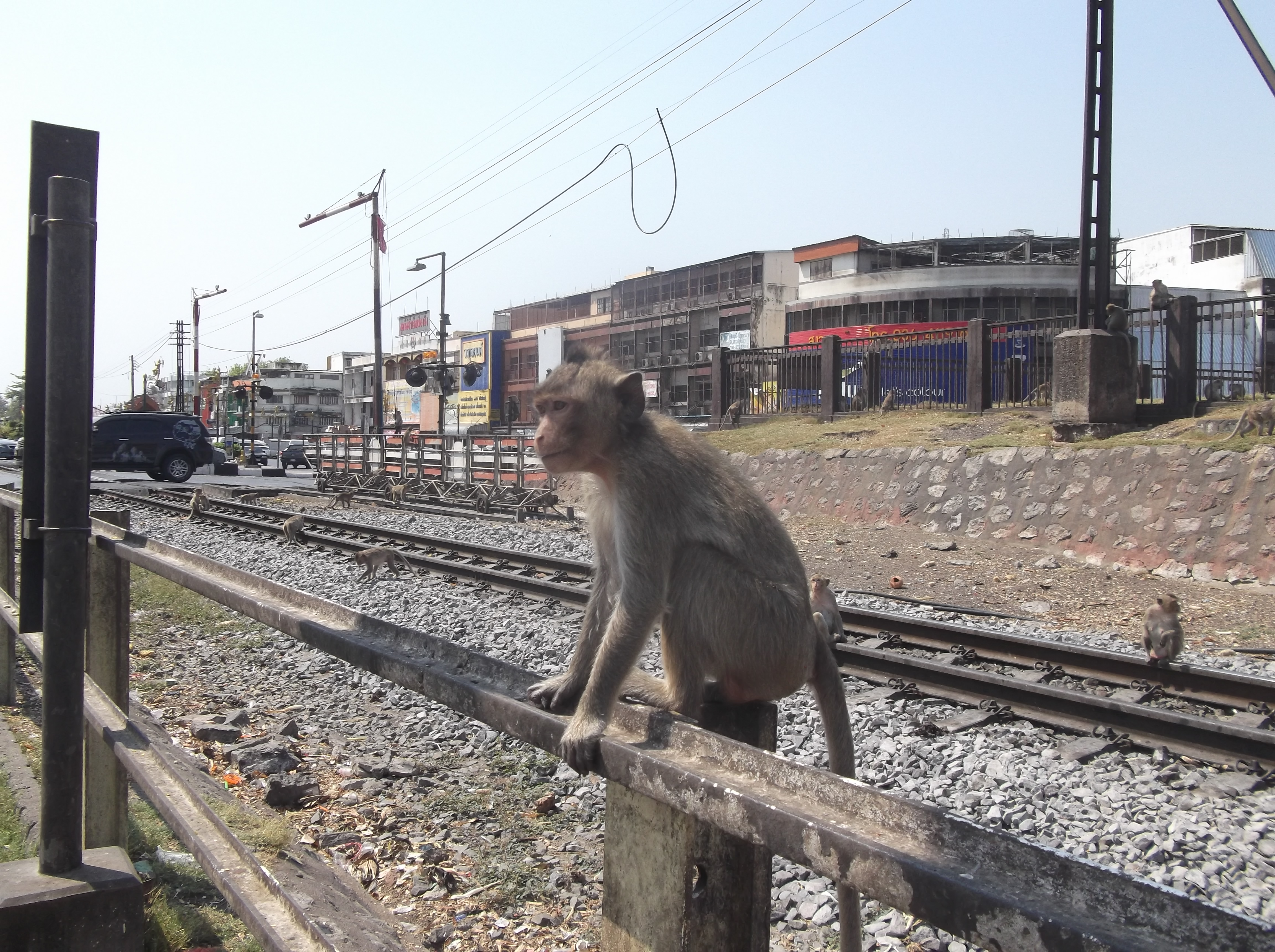
Un des célèbres macaques à Lopburi

Claude de Forbin donne une description détaillée et haute en couleur de ce qu'était en 1686 ce royaume, alors gouverné par un aventurier grec nommé Constantin Phaulkon  qui envoya à Versailles une ambassade promettant monts et merveilles.

## Monuments
Monuments khmers
- Prang Khaek, en centre-ville
- Phra Prang Sam Yod

Monuments thaïs
- Wat Phra Sri Ratana Mahathat
- Palais du roi Narai : Phra Narai Ratchaniwet